# Sân bay Oued Irara
Sân bay Oued Irara (IATA: HME, ICAO: DAUH), cũng được gọi là Oued Irara, là một sân bay gần Hassi Messaoud, Algérie.

## Các hãng hàng không và các điểm đến
- Aigle Azur (Paris-Charles de Gaulle)
- Air Algérie (Algiers, Constantine, Oran)
- Astraeus (London-Gatwick)
- British Airways (London-Gatwick)
- Hahn Air (Madrid)

## Các hãng hàng hóa
- Air Express Algeria